# Hôtel Royal de Cracovie
L'Hôtel Royal est un hôtel de Cracovie situé dans la vieille ville.
L'hôtel occupe quatre immeubles historiques ; le plus ancien d'entre eux – datant du XIXe siècle – a été construit en style Art Nouveau. Avant la Seconde Guerre mondiale, chacun des immeubles abritait un hôtel différent : Royal, Union, City et Garnizonowy. Pendant la Seconde Guerre mondiale, des soldats allemands y ont vécu et après la guerre, jusqu'en 1954, il abrita le commandement du district militaire de Cracovie, puis un casino et un hôtel de garnison.
L'hôtel a accueilli de nombreuses personnalités, notamment des présidents et des premiers ministres de la république de Pologne. Les invités étaient également des chefs d’autres pays.
Actuellement, l'hôtel propose 99 chambres à ses clients, dont des appartements élégants avec vue sur le Wawel, ainsi que des salles de conférence, un restaurant et un café. L'hôtel offre ses services selon un standard trois étoiles.

## Galerie

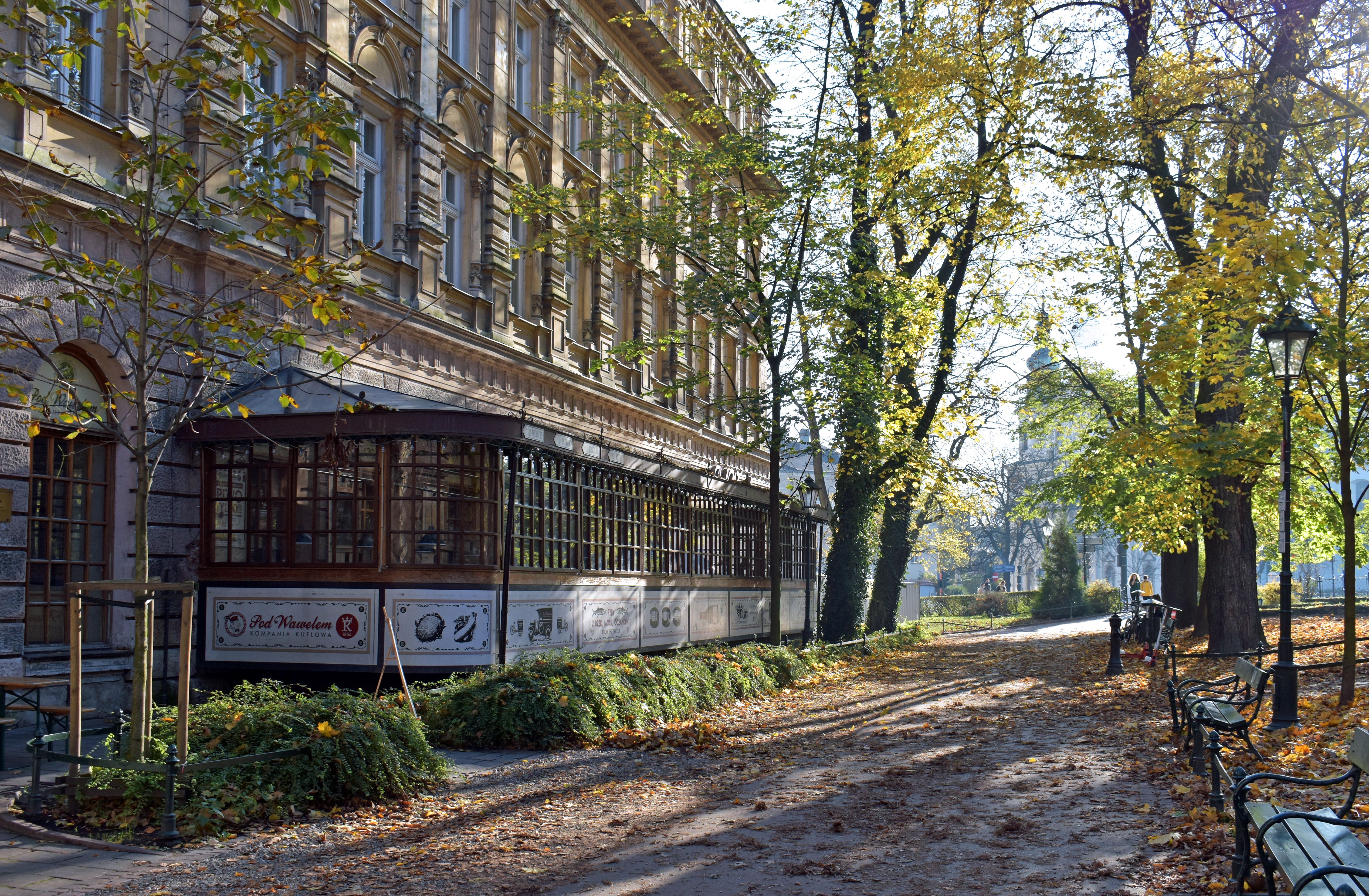
Restaurant de l'hôtel
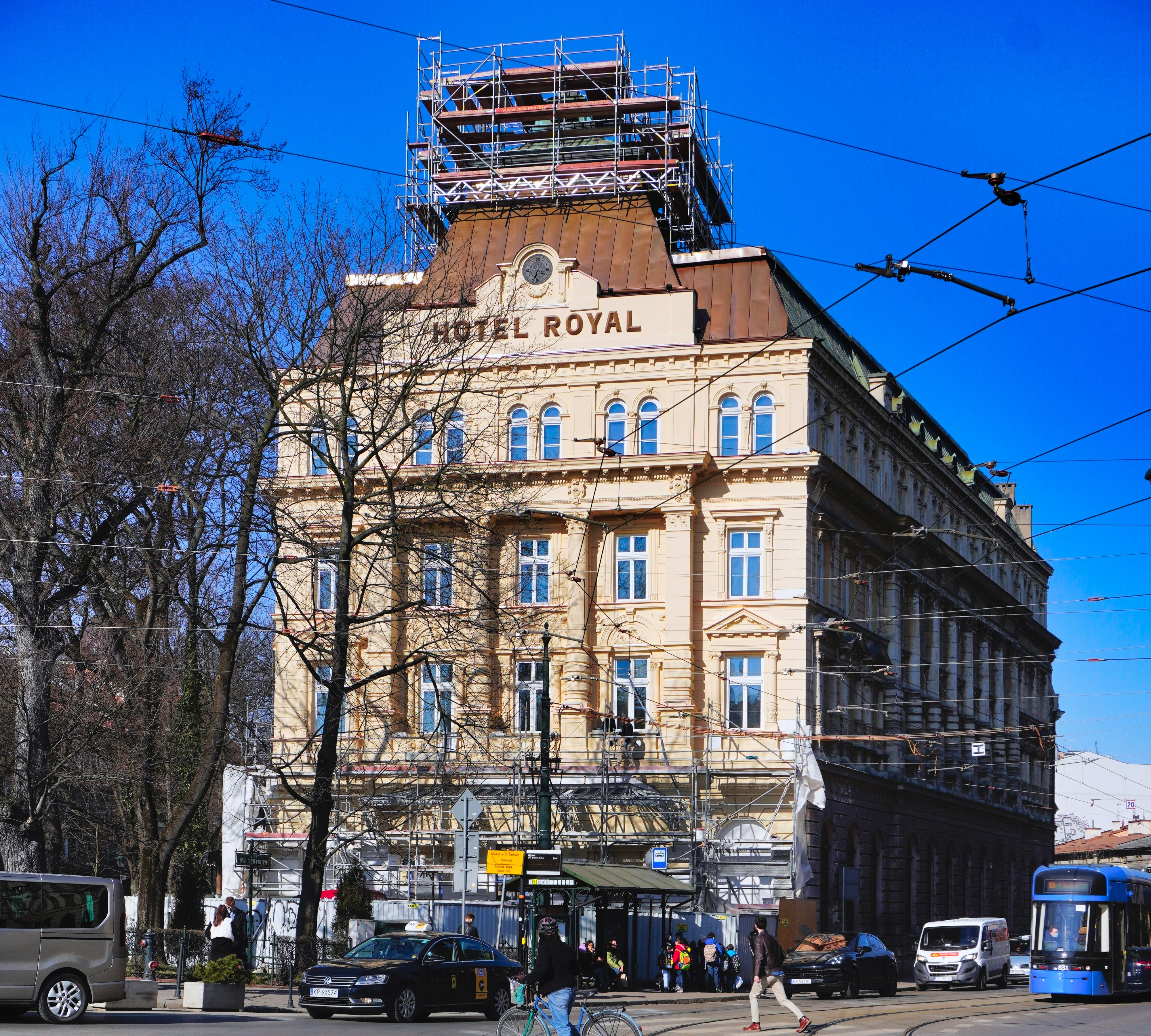
L'hôtel en travaux
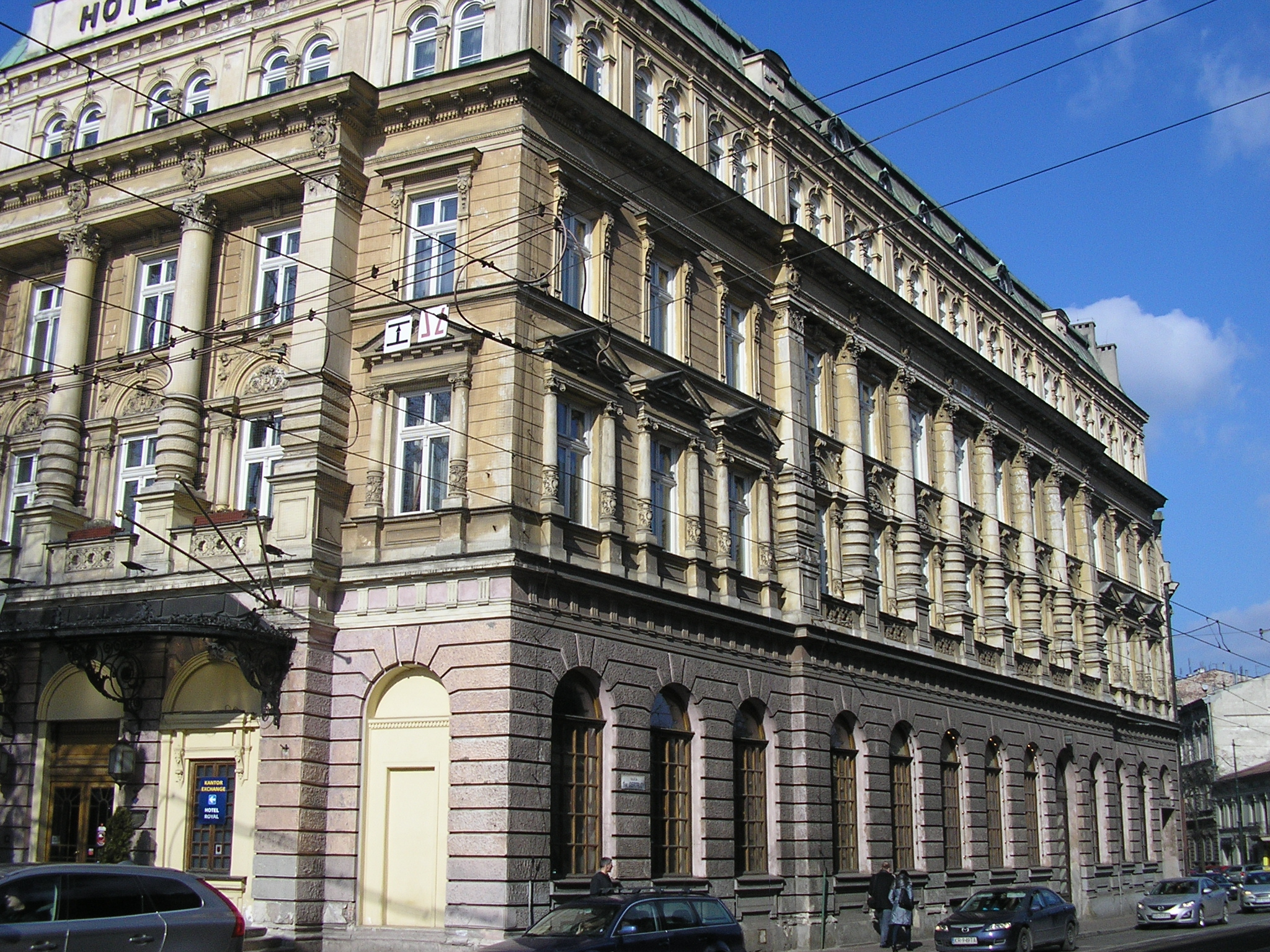
Façade
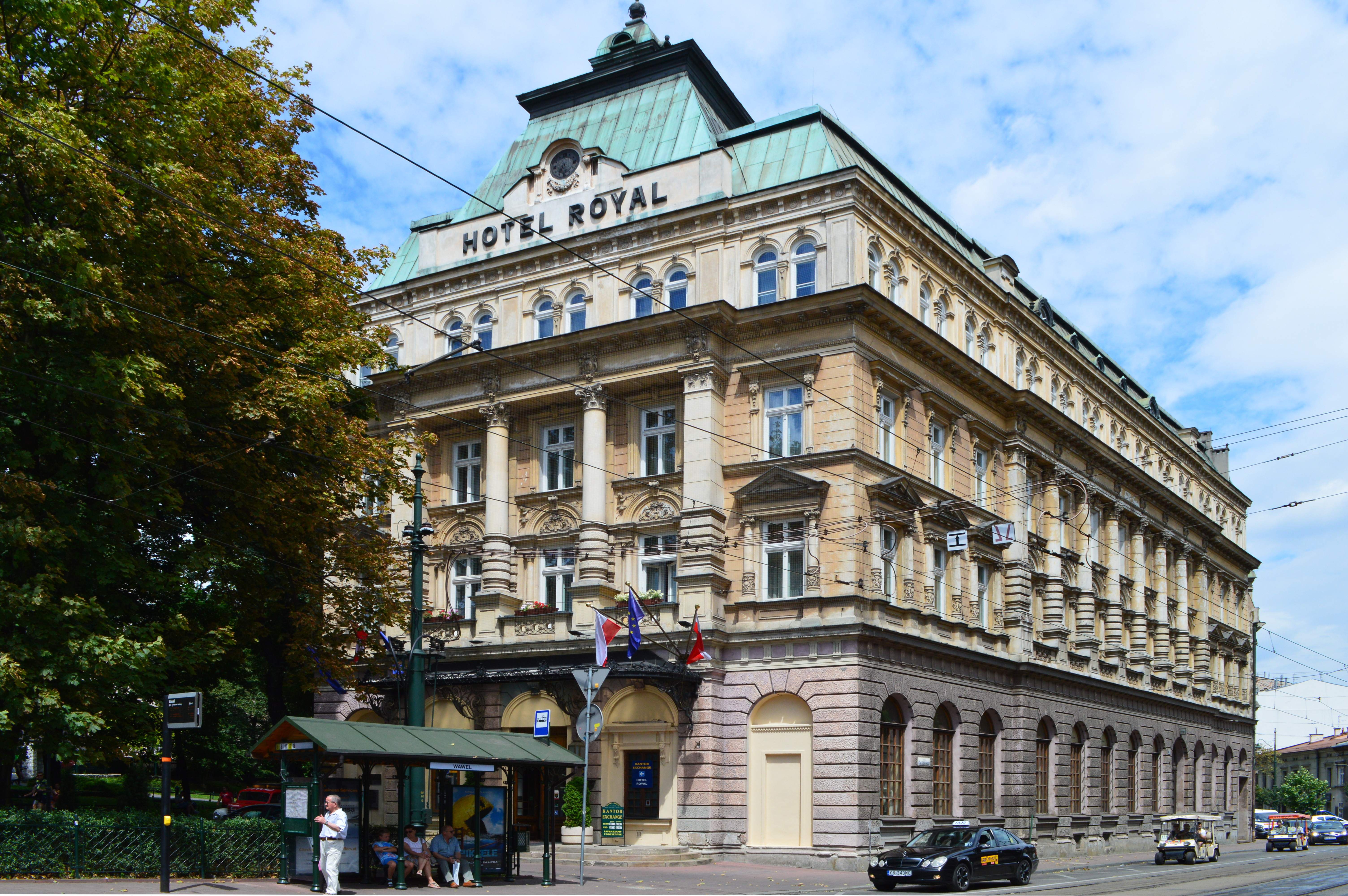
Façade latérale